# Światowy Dzień Radia
Światowy Dzień Radia (ang. World Radio Day) – święto obchodzone od 2012 roku z inicjatywy Hiszpanii (2010), proklamowane przez UNESCO na 36. Sesji Konferencji Generalnej UNESCO 3 listopada 2011 roku.
Dzień ten upamiętnia inaugurację działalności rozgłośni Narodów Zjednoczonych, która powstała w 1946 roku.
Z inicjatywą wyszła Academia Española de la Radio 20 września 2010. Do dyrektora generalnego UNESCO wniosek trafił 26 sierpnia 2011.
Pierwsze obchody odbyły się 13 lutego 2012.
UNESCO chce zwrócić uwagę na znaczenie radia jako środka komunikacji na świecie, zarówno w krajach rozwiniętych, gdzie stacje radiowe wykorzystują nowe technologie jak i w krajach rozwijających się, gdzie radio stymuluje rozwój społeczeństwa.